# Östringen (Gau)

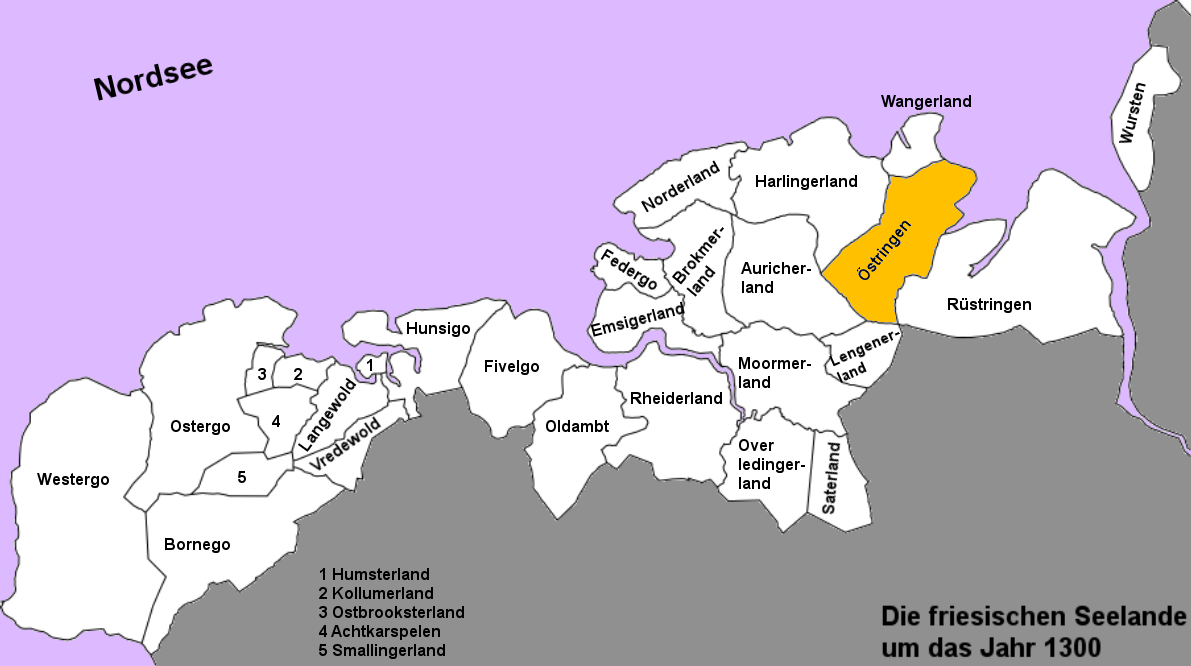
Östringen um 1300

Östringen gehörte zu den sogenannten friesischen Gauen, in denen der Missionar Willehad nach Bestimmung durch Karl den Großen in einer Urkunde aus dem Jahre 787 die Christianisierung betreiben sollte: Ostringa (Östringen), Rustri (Rüstringen), Wanga (Wangerland) und Nordendi, das sich in Nordi (Norderland) und Herloga (Harlingerland) teilte.

## Geschichte
Im Jahre 961 hatte Hermann Billung das Herzogtum Sachsen erhalten, wohl auch die Grafschaft im Bremischen Friesland, sein Sohn Bernhard wurde jedenfalls 983 als Graf in Östringen genannt. Nach Aussterben dieses Geschlechts folgten die ammerländischen Hunige und die oldenburgischen Egilmaringe. Jever, allmählich der herausragende Ort Östringens, erlebte seine erste Blütezeit als Markt- und Handelsort. Im 12. und 13. Jahrhundert folgten wilde Stammesfehden im ganzen friesischen Raum, die gräfliche Autorität schwand, bis sich das Band zwischen Östringen und Oldenburg nahezu völlig löste (Friede auf dem Aschwerder Groden 1337).
Aus der völligen Anarchie des 14. Jahrhunderts entwickelten sich die erblichen Dynastien in Ostfriesland (Cirksena) und im Jeverland (Edo Wiemken der Ältere und seine Nachkommen). Irgendwann im 14. Jahrhundert kam es zu einer Vereinigung Östringens mit Wangerland und im 15. Jahrhundert beider mit dem Rest von Rüstringen, der westlich des von Sturmfluten geschaffenen Jadebusens lag. Alle drei Gebiete bildeten die Herrschaft Jever, später „Jeverland“, mit insgesamt 19 Kirchspielen bzw. Gemeinden (nach 1818 „Amt Jever“).
Nach der Bremer Archidiakonats-Matrikel von 1420 / 26 umfasste der Sendsprengel Jever die Kirchspiele Accum, Fedderwarden, Jever, Cleverns, Pakens, Sandel, Schortens, Sengwarden, Sillenstede, Waddewarden, Westrum und Wiefels. Nach 1175 war das Kloster Östringfelde gegründet worden, es wurde 200 Jahre später zu einem Nonnenkloster und am Ende des 16. Jahrhunderts ganz aufgelöst. Die Klostergebäude und der Turm verfielen allmählich, es kam bis 1796 in Phasen zu planmäßigen Zerstörungen.
Fedderwarden, Sengwarden und Accum bildeten seit 1495 die Herrschaft Kniphausen, sie existierte bis 1854. Danach gehörten auch diese Gemeinden zum Jeverland.
Zum westlichen Teil Östringens, dem Sendsprengel Reepsholt, gehörten die Kirchspiele Diekhausen, Etzel, (Alt-)Gödens, Horsten, Marx, Reepsholt und Wiesede. Das Kloster Reepsholt war als erstes in Östringen 983 gegründet worden. Dieser Teil Östringens fiel Ende des 15. Jahrhunderts endgültig an Ostfriesland.
Im Gegensatz zu „Wangerland“ und „Rüstringen“ verschwand der Name „Östringen“ vollkommen. Nur „Östringfelde“ und „Klosterpark“ blieben erhalten, sie liegen auf dem Gebiet der Stadt Schortens. Von 1933 bis 1945 existierte im Landkreis Friesland vorübergehend die Gemeinde Oestringen, die ihren Namen in Anlehnung an den alten friesischen Gau erhalten hatte.